# Steve Cardenas
Steve Cardenas (Langley Air Force Base, 29 maggio 1974) è un attore e artista marziale statunitense di origine messicana.
È noto soprattutto come interprete di Rocky De Santos, il secondo Ranger rosso nella serie televisiva per ragazzi Power Rangers.

## Biografia
Nato alla Langley Air Force Base di Hampton ma cresciuto a San Antonio, Cardenas ha iniziato la propria formazione nelle arti marziali quando aveva circa dodici anni con il Tae Kwon Do, nel quale ottiene la cintura nera quattro anni dopo per poi giungere fino al quinto dan; successivamente si dedica al jiu jitsu brasiliano, ottenendo anche qui la cintura nera.
Nel 1994 ha debuttato sullo schermo interpretando appunto Rocky De Santos e sostituendo il primo Red Ranger Jason Lee Scott (interpretato da Austin St. John), mantenendo poi lo stesso ruolo anche in Power Rangers Zeo e Power Rangers Turbo.
Dopo l'esperienza attoriale si è dedicato esclusivamente alle arti marziali, aprendo delle scuole in California e in Texas e vincendo numerosi premi tra cui due medaglie d'argento al Copa Pacifica (2009 e 2011), la medaglia d'oro nel 2009 all'American National Championship, la medaglia d'oro nel Jujitsu Pro Gear Open del 2010 e la medaglia d'argento nel 2010 nel campionato del mondo di BJJ no-gi.

## Filmografia

### Film
- Power Rangers - Il film, regia di Bryan Spicer (1995)
- Turbo Power Rangers - Il film, regia di Shuki Levy e David Winning (1997)
- Power Rangers - Una volta e per sempre, regia di Charlie Haskell - film TV, (2023)

### Televisione
- Power Rangers - serie TV, (1993)
- Power Rangers Zeo - serie TV, (1996)
- Power Rangers Turbo - serie TV, (1997)
- Power Rangers Super Ninja Steel - serie TV,(2018)